# Comme chez soi
Comme chez soi is een restaurant in de Belgische hoofdstad Brussel.
Het werd tot 2006 uitgebaat door Pierre Wynants. Daarna nam zijn schoonzoon Lionel Rigolet de zaak over. Het restaurant had van 1979 tot 2006 drie Michelinsterren. Na het vertrek van Wynants verloor het restaurant 1 ster. GaultMillau quoteert 18,5/20.

## Geschiedenis
Georges Cuvelier richtte in 1926 het restaurant Chez Georges op aan de Lemonnierlaan te Brussel. Het waren de klanten die het restaurant evenwel al snel Comme chez soi noemden. In 1936 verhuisde het restaurant naar zijn huidige locatie aan het Rouppeplein. In 1950 vond een eerste chefwissel plaats, toen zijn schoonzoon Louis Wynants de fakkel overnam. In 1953 kreeg het restaurant een eerste Michelinster. Zijn zoon Pierre Wynants werkte definitief in de zaak sinds 1961. De tweede ster werd in 1966 toegekend. Louis Wynants overleed in 1973. Het restaurant kreeg een derde ster in 1979 onder Pierre Wynants. Na het vertrek van de laatste ontving het onder diens schoonzoon twee Michelinsterren, die het restaurant behield tot 2022. In mei 2022 werd bekend dat het restaurant ook zijn tweede ster verloor.